# Кантеладзе Піруз Григорович
Піруз Григорович Кантеладзе (груз. ფირუზ კანთელაძე; 4 січня 1949, Тбілісі, Грузинська РСР, СРСР — 10 листопада 2019) — радянський футболіст, захисник. Майстер спорту (1967).

## Біографія
Всю кар'єру провів у вищій лізі чемпіонату СРСР у складі «Динамо» Тбілісі (1967—1979). За 13 сезонів відіграв за команду 194 матчі, але не забив жодного голу. Провів 18 матчів і забив 1 гол в єврокубках. Забив один гол у переможному фіналі Кубка СРСР 1976 року.

## Досягнення
- Чемпіонат СРСР:

Чемпіон (1): 1978.
Срібний призер (1): 1977.
Бронзовий призер (2): 1969, 1976 (осінь).
- Кубок СРСР:

Володар (2): 1976, 1979.
- Чемпіон Європи (U-18): 1967
- Срібний призер Спартакіади народів СРСР: 1979
- У списку 33 кращих футболістів сезону (2): 1977, 1978 — № 3.